# (23889) Hermanngrassmann
(23889) Hermanngrassmann (1998 SC28) – planetoida z pasa głównego asteroid okrążająca Słońce w ciągu 5,45 lat w średniej odległości 3,1 j.a. Odkryta 26 września 1998 roku.